# Jacob Hostetter
Jacob Hostetter (* 9. Mai 1754 bei York, Province of Pennsylvania; † 29. Juni 1831 in Columbiana, Ohio) war ein US-amerikanischer Politiker. Zwischen 1818 und 1821 vertrat er den Bundesstaat Pennsylvania im US-Repräsentantenhaus.

## Werdegang
Jacob Hostetter besuchte die öffentlichen Schulen seiner Heimat und arbeitete danach als Uhrmacher. Gleichzeitig schlug er als Mitglied der Demokratisch-Republikanischen Partei eine politische Laufbahn ein. Zwischen 1797 und 1802 saß er als Abgeordneter im Repräsentantenhaus von Pennsylvania.
Nach dem Rücktritt des Abgeordneten Jacob Spangler wurde Hostetter bei der fälligen Nachwahl im vierten Distrikt von Pennsylvania als dessen Nachfolger in das US-Repräsentantenhaus in Washington, D.C. gewählt, wo er am 16. November 1818 sein neues Mandat antrat. Nach einer Wiederwahl konnte er bis zum 3. März 1821 im Kongress verbleiben.
Nach dem Ende seiner Zeit im US-Repräsentantenhaus zog Jacob Hostetter nach Columbiana, wo er seinen Lebensabend verbrachte. Dort ist er am 29. Juni 1831 auch verstorben.